# Relais 4 × 100 mètres féminin aux championnats du monde d'athlétisme 2009
Navigation
Osaka 2007 Daegu 2011
L'épreuve du relais 4 × 100 mètres féminin des championnats du monde de 2009 s'est déroulée le 22 août 2009 dans le Stade olympique de Berlin, en Allemagne. Elle est remportée par l'équipe de Jamaïque (Simone Facey, Shelly-Ann Fraser, Aleen Bailey et Kerron Stewart).

## Critères de qualification
Pour se qualifier (minima A), il faut avoir réalisé, en équipe nationale, moins de 43 s 90 du 1er janvier 2008 au 3 août 2009.
17 équipes sont inscrites à cette compétition, dont Saint-Christophe-et-Niévès.

## Finale
| Rang               | Pays              | Athlète                                                                          | Temps        |
| ------------------ | ----------------- | -------------------------------------------------------------------------------- | ------------ |
| Médaille d'or      | Jamaïque          | Simone Facey, Shelly-Ann Fraser, Aleen Bailey, Kerron Stewart                    | 42 s 06      |
| Médaille d'argent  | Bahamas           | Sheniqua Ferguson, Chandra Sturrup, Christine Amertil, Debbie Ferguson-McKenzie  | 42 s 29 (SB) |
| Médaille de bronze | Allemagne         | Marion Wagner, Anne Möllinger, Cathleen Tschirch, Verena Sailer                  | 42 s 87 (SB) |
| 4                  | Russie            | Yevgenia Polyakova, Aleksandra Fedoriva, Yulia Gushchina, Yuliya Chermoshanskaya | 43 s 00 (SB) |
| 5                  | Brésil            | Rosemar Maria Neto, Lucimar Aparecida de Moura, Thaissa Presti, Vanda Gomes      | 43 s 13      |
| 6                  | Royaume-Uni       | Laura Turner, Montell Douglas, Emily Freeman, Emma Ania                          | 43 s 16 (SB) |
| 7                  | Trinité-et-Tobago | Reyare Thomas, Kelly-Ann Baptiste, Ayanna Hutchinson, Semoy Hackett              | 43 s 43      |
| 8                  | Colombie          | Yomara Hinestroza, Felipa Palacios, Darlenis Obregón, Norma González             | 43 s 71      |

## Légende
Records et Performances
- AR : Record continental (area record)
- CR : Record des championnats (championship record)
- MR : Record du meeting (meet record)
- NR : Record national (national record)
- OR : Record olympique (olympic record)
- PR : Record paralympique (paralympic record)
- PB : Record personnel (personal best)
- SB : Meilleure performance personnelle de la saison (season's best)
- WL : Meilleure performance mondiale de l'année (world leader)
- WJR : Record du monde junior (world junior record)
- WR : Record du monde (world record)

Circonstances et Conditions
- DNF : N'a pas terminé (did not finish)
- DNS : N'a pas pris le départ (did not start)
- DQ : Disqualification (disqualification)
- NM : Aucun essai valable enregistré (No Mark)
- Q : Qualifié « directement » au prochain tour (ou à la prochaine compétition), lors d'une compétition majeure, grâce au classement ou à la réalisation des minima (automatic qualifier)
- q : Qualifié au prochain tour (ou à la prochaine compétition), lors d'une compétition majeure, grâce au repêchage ou à la réalisation de l'une des meilleures performances parmi celles des « non qualifiés directement » (grâce au meilleur temps ou à la meilleure distance par exemple) (secondary qualifier)